# Pygopleurus sexualis
Pygopleurus sexualis är en skalbaggsart som beskrevs av Rudolph Petrovitz 1968. Pygopleurus sexualis ingår i släktet Pygopleurus och familjen Glaphyridae. Inga underarter finns listade i Catalogue of Life.